# 拉格里戈奈
拉格里戈奈（法語：La Grigonnais，法語發音：[la ɡʁiɡɔnɛ] ⓘ）是法国大西洋卢瓦尔省的一个市镇，位于该省北部，属于沙托布里扬-昂斯尼区。

## 历史
拉格里戈奈成立于1959年1月1日，从韦镇脱离而成。

## 地理
拉格里戈奈（47°31'36"N, 1°40'3"W）面积21.22 平方千米，位于法国卢瓦尔河地区大区大西洋卢瓦尔省，该省份为法国西北部沿海省份，位于布列塔尼半岛东南部，北起伊勒-维莱讷省，西北接莫尔比昂省，西临大西洋，南至旺代省，东临曼恩-卢瓦尔省。
与拉格里戈奈接壤的市镇（或旧市镇、城区）包括：布兰、诺宰、皮瑟勒、韦镇、拉舍瓦勒赖。
拉格里戈奈的时区为UTC+01:00、UTC+02:00（夏令时）。

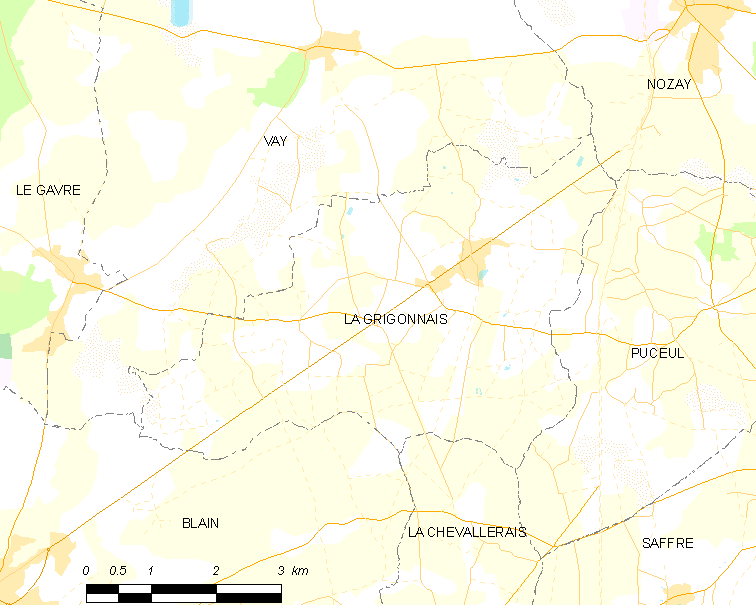
拉格里戈奈的OSM定位图

## 行政
拉格里戈奈的邮政编码为44170，INSEE市镇编码为44224。

## 政治
拉格里戈奈所属的省级选区为盖姆内庞福县。

## 交通
法国国道N171线和大西洋卢瓦尔省省道D35线在境内交汇。

## 人口

1962-2008年间拉格里戈奈人口变化图示

拉格里戈奈于2022年1月1日时的人口数量为1815人。